# 猪熊葉子
猪熊 葉子（いのくま ようこ、1928年8月16日 - 2024年11月19日）は、日本の近代文学研究者・イギリス近代文学研究者、児童文学者、翻訳家。聖心女子大学名誉教授。

## 来歴
千葉県千葉市生まれ。旧姓・葛原。父は外科医の葛原輝、母は歌人の葛原妙子。聖心専門学校をへて、1952年聖心女子大学国文科卒業、須賀敦子とは大学時代からの友人。1954年同大学院修士課程修了。同大学助手、1956年専任講師、1957年から1年間オックスフォード大学に留学、J・R・R・トールキンに師事した。1972年助教授、1978年教授、1990年白百合女子大学教授、1999年定年退職。
ローズマリー・サトクリフ、メアリー・ノートン、フィリッパ・ピアス、イディス・ネスビットなど英国の女性児童文学者を中心に多数の翻訳がある。1970年、サトクリフ『ともしびをかかげて』で児童福祉文化賞出版部門奨励賞、1986年「かさどろぼう」の訳で日本の絵本賞絵本にっぽん賞特別賞、また『まよなかのパーティ』の訳でサンケイ児童出版文化賞を受賞。国際児童図書評議会副会長、日本国際児童図書評議会会長を務めた。
「子どもの本・九条の会」の設立メンバーの1人で、代表団員を務めていた。宗教はカトリック。聖心女子大学に入学した1949年に受洗した。当時、受洗に反対した母妙子に対しては、最晩年に洗礼を授けた。
2024年11月19日、死去。96歳没。

## 著書
- 『ものいうウサギとヒキガエル  評伝ビアトリクス・ポターとケニス・グレアム』（偕成社） 1992
- 『児童文学最終講義 しあわせな大詰めを求めて』（すえもりブックス） 2001
- 『大人に贈る子どもの文学』（岩波書店）2016

### 共編著
- 『英米児童文学史』（瀬田貞二,神宮輝夫共著、研究社出版） 1971
- 『児童文学とは何か』（安藤美紀夫共著、明治書院） 1974
- 『イギリス児童文学の作家たち ファンタジーとリアリズム』（神宮輝夫共著、研究社出版） 1975
- 『ファンタジーの諸相』（白百合女子大学大学院猪熊葉子ゼミ編集委員会、白百合女子大学児童文化研究センター） 2001

## 翻訳
- 『ちびくろサンボ』（バンナーマン、講談社） 1966
- 『マツの木の王子』（キャロル・ジェイムズ、学習研究社） 1967
- 『海のたまご』（ルーシー・M・ボストン、大日本図書） 1969、のち岩波少年文庫
- 『トムの塔』（ジャネット・マクネイル、学習研究社） 1970
- 『村は大きなパイつくり』（ヘレン・クレスウェル、岩波書店） 1970
- 『どれいになったエリア』（アイザック・バシェヴィス・シンガー、福音館書店） 1971
- 『夜明けの人びと』（ヘンリー・トリース、大日本図書） 1971、のち岩波少年文庫
- 『ジョゼフのにわ』（チャールズ・キーピング、らくだ出版デザイン） 1971
- 『まどのむこう』（チャールズ・キーピング、らくだ出版デザイン） 1971
- 『砂に消えた文字』（アン・スウェイト、大日本図書） 1972
- 『ぼくはレース場の持主だ!』（パトリシア・ライトソン、評論社） 1972
- 『少女シルビーの旅だち』（メイビス・クラーク、講談社） 1972
- 『雲の森の少年』（ジョーン・ノース、学習研究社） 1973
- 『おひめさまのたんじょうび』（アニタ・ローベル、文化出版局） 1974
- 『光と影の序曲』（マデレイン・レングル、大日本図書） 1975
- 『赤毛のアン』（モンゴメリ、講談社文庫） 1975
- 『マリアンヌの夢』（キャサリン・ストー、冨山房） 1977、のち岩波少年文庫
- 『オンリー・コネクト 児童文学評論選』全3巻（S・イーゴフ,G・T・スタブス,L・F・アシュレイ編、渡辺茂男,清水真砂子共訳、岩波書店） 1978 - 1980
- 『秘密の花園』（F・H・バーネット、福音館書店） 1979
- 『へんてこりんなサムとねこ』（エヴァリン・ネス、佑学社） 1981
- 『海賊の大パーティ』（マーガレット・マヘイ、大日本図書） 1982
- 『星に叫ぶ岩ナルガン』（パトリシア・ライトソン、評論社） 1982
- 『青い目のペサラク』（ジャヴァード・モジャービー、桜田方子共訳、ほるぷ出版） 1984
- 『赤ひげのとしがみさま』（ファリード・ファルジャーム,ミーム・アザード、桜田方子共訳、ほるぷ出版） 1984
- 『ビアトリクス・ポターの生涯 ピーターラビットを生んだ魔法の歳月』（マーガレット・レイン、福音館書店） 1986
- 『海からきた白い馬』（ヘレン・クレスウェル、岩波少年文庫） 1986
- 『かさどろぼう』（シビル・ウェタシンヘ、福武書店） 1986、のち復刊（徳間書店）
- 『仕事と私 ベティ・マクドナルドの生き方』（ベティ・マクドナルド、晶文社） 1988
- 『暮らしと私 ベティ・マクドナルドの生き方』（ベティ・マクドナルド、晶文社） 1989
- 『海賊の大パーティ』（マーガレット・マーヒー、大日本図書） 1992

### メアリー・ノートン
- 『魔法のベッド南の島へ』（メアリー・ノートン、学習研究社） 1968
- 『魔法のベッド過去の国へ』（メアリー・ノートン、学習研究社 1968
- 『小人たちの新しい家』（メアリー・ノートン、岩波書店） 1983、のち岩波少年文庫
- 『どっこい巨人は生きていた』（メアリー・ノートン、岩波書店） 1999
- 『空とぶベッドと魔法のほうき』（メアリー・ノートン、岩波少年文庫） 2000

### ローズマリ・サトクリフ
- 『太陽の戦士』（ローズマリ・サトクリフ、岩波書店） 1968、のち岩波少年文庫
- 『ともしびをかかげて』（ローズマリ・サトクリフ、岩波書店） 1969、のち岩波少年文庫
- 『運命の騎士』（ローズマリ・サトクリフ、岩波書店） 1970、のち岩波少年文庫
- 『第九軍団のワシ』（ローズマリ・サトクリフ、岩波書店） 1972、のち少年文庫
- 『王のしるし』（ローズマリ・サトクリフ、岩波書店） 1973、のち岩波少年文庫
- 『思い出の青い丘』（ローズマリ・サトクリフ、岩波書店） 1985
- 『銀の枝』（ローズマリ・サトクリフ、岩波書店） 1994、のち少年文庫
- 『竜の子ラッキーと音楽師』（ローズマリ・サトクリフ、岩波書店） 1994
- 『小犬のピピン』（ローズマリ・サトクリフ、岩波書店） 1995
- 『辺境のオオカミ』（ローズマリ・サトクリフ、岩波書店） 2002、のち岩波少年文庫

### イディス・ネスビット
- 『緑の国のわらい鳥』（イディス・ネスビット、大日本図書） 1968
- 『魔法使いの心臓』（イディス・ネスビット、講談社、こどもの世界文学） 1972
- 『王女さまと火をはくりゅう』（イディス・ネスビット、岩波書店） 1981
- 『火の鳥と魔法のじゅうたん』（イディス・ネスビット、岩波少年文庫） 1983
- 『国をすくった子どもたち あっちこっちりゅうだらけのお話』（イディス・ネスビット、大平社） 1987

### フィリッパ・ピアス
- 『まぼろしの小さい犬』（フィリッパ・ピアス、学習研究社） 1970、のち岩波書店、のち岩波少年文庫
- 『りす女房』（フィリッパ・ピアス、冨山房） 1982
- 『まよなかのパーティー』（フィリッパ・ピアス、冨山房） 1985、のち岩波少年文庫
- 『エミリーのぞう』（フィリッパ・ピアス、岩波書店） 1989
- 『ふしぎなボール』（フィリッパ・ピアス、岩波書店） 1989
- 『川べのちいさなモグラ紳士』（フィリッパ・ピアス、岩波書店） 2005

### J・R・R・トールキン
- 『ファンタジーの世界 妖精物語について』（J.R.R.トーキン、福音館書店） 1973、のち評論社 2003
- 『トールキン小品集』（J・R・R・トールキン、吉田新一,早乙女忠共訳、評論社） 1975
- 『星をのんだかじや』（J・R・R・トールキン、評論社） 1991

### ジョーン・エイキン
- 『しずくの首飾り』（ジョーン・エイキン、岩波書店） 1975、のち岩波少年文庫
- 『海の王国』（ジョーン・エイキン、岩波書店） 1976
- 『とんでもない月曜日』（ジョーン・エイキン、岩波少年文庫） 1978
- 『かってなカラスおおてがら』（ジョーン・エイキン、岩波書店） 1981
- 『カラスゆうかいじけん』（ジョーン・エイキン、岩波書店） 1981
- 『子どもの本の書きかた』（ジョーン・エイキン、晶文社） 1986
- 『魔法のアイロン』（ジョーン・エイキン、岩波少年文庫） 1988
- 『月のしかえし』（ジョーン・エイキン、徳間書店） 1995
- 「アーミテージ一家のお話」（ジョーン・エイキン、岩波少年文庫）
1)『おとなりさんは魔女』 2010
2)『ねむれなければ木にのぼれ』 2010
3)『ゾウになった赤ちゃん』 2010

### ルーマー・ゴッデン
- 『ディダコイ』（ルーマー・ゴッデン、評論社） 1975
- 『台所のマリアさま』（R.ゴッデン、評論社） 1976
- 『元気なポケット人形』（ルーマー・ゴッデン、岩波書店） 1979
- 『木馬のひみつ』（ルーマー・ゴッデン、大日本図書） 1981

### メリー・カルホーン
- 『スキーをはいたねこのヘンリー』（メリー・カルホーン、佑学社） 1980
- 『るすばんねこのぼうけん』（メリー・カルホーン、佑学社） 1982
- 『とびねこヘンリー』（メリー・カルホーン、佑学社） 1983
- 『クリスマスのねこヘンリー』（メリー・カルホーン、リブリオ出版） 2006
- 『ふねにのったねこのヘンリー』（メリー・カルホーン、リブリオ出版） 2007